# 리후이민
리후이민(중국어 정체자: 李惠民, 병음: Lî Hùimín, 한자음: 이혜민, Raymond Lee, 1949년 8월 10일 ~)은 홍콩의 감독, 프로듀서이다.